# Piosoma
Piosoma is een geslacht van kevers uit de familie van de loopkevers (Carabidae). De wetenschappelijke naam van het geslacht is voor het eerst geldig gepubliceerd in 1848 door LeConte.

## Soorten
Het geslacht Piosoma is monotypisch en omvat slechts de volgende soort:
- Piosoma setosum LeConte, 1848